# Megaupload
Megaupload là một mạng chia sẻ quốc tế thành lập bởi công ty Megaupload Limited tại Hồng Kông, với giao diện đa ngôn ngữ. Dịch vụ này bao gồm một bộ phận chuyên về lưu trữ và chia sẻ video tại tên miền megavideo.com, và một công ty chi nhánh có tên gọi Megaporn, trước đây là Megarotic, chuyên lưu trữ và chia sẻ các nội dung khiêu dâm.  Trang mạng này đã bị FBI điều tra và đóng ngày 19 tháng 1 năm 2012 vì bị cáo buộc vi phạm tác quyền.

## Sử dụng
Theo nguồn từ website Compete.com, tên miền megaupload.com thu hút ít nhất 10 triệu người truy nhập trong năm 2008
Dịch vụ miễn phí cho phép người dùng tải lên những tập tin không quá 2048 MB, và không cho phép tải xuống những tập tin lớn hơn 1024 MB. Người dùng miễn phí có thể sở hữu một không gian lưu trữ lên tới 200 GB. Đối với người dùng trả phí, không có giới hạn nào về dung lượng và băng thông. Sau khi tải lên mỗi tập tin thành công, dịch vụ sẽ trả về cho người dùng một URL duy nhất cho phép tải xuống tập tin đó.
Những tập tin được tải lên ẩn danh sẽ bị xóa khỏi máy chủ nếu không được download trong ít nhất 21 ngày. Với những tài khoản đăng ký miễn phí, sẽ bị đóng băng nếu kém hoạt động trong ít nhất 90 ngày. Những tài khoản trả phí sẽ không hết hạn khi người dùng còn trả phí.
Người dùng cần phải điền một đoạn text CAPTCHA khi muốn tải tệp tin xuống. Những người dùng không đăng ký phải đợi 45 giây trước khi lấy được link download (với người dùng đã ký thời gian này là 25 giây), và sau khi tải xuống dữ liệu có dung lượng lớn (100 - 200 MB) phải đợi 360 phút trước khi được phép tải tiếp tập tin khác.
Những người dùng trả phí sở hữu tài khoản premium có rất nhiều đặc quyền như: tải tập tin trực tiếp, không giới hạn số tệp tin được tải, sử dụng các trình quản lý download....
Cần chú ý là những thành viên trả phí không thể lấy liên kết download trực tiếp tệp tin cho những thành viên không trả phí. Các thành viên không trả phí khi muốn download những tệp tin của người dùng trả phí đã tải lên vẫn bị giới hạn như bình thường.

## Tính năng cơ bản
| Tính năng                                                                              | Thành viên trả phí | Thành viên miễn phí | Không thành viên |
| -------------------------------------------------------------------------------------- | ------------------ | ------------------- | ---------------- |
| Tải file xuống từ megaupload                                                           | Green tick         | Green tick          | Green tick       |
| Trình Mega Manager cho tải lên và tải xuống                                            | Green tick         | Green tick          | Red X            |
| Ưu tiên của tốc độ tải xuống                                                           | Cao nhất           | Thấp                | Thấp nhất        |
| Số tải xuống đồng thời tối đa                                                          | Không giới hạn     | 1                   | 1                |
| Lưu trữ trực tuyến với trình quản lý file                                              | Không giới hạn     | 200 GB              | Không            |
| Dung lượng tối đa của file tải lên                                                     | Không giới hạn     | 2 GB                | 500 MB           |
| Giới hạn tải xuống mỗi 24 giờ                                                          | Không giới hạn     | Giới hạn            | Rất hạn chế      |
| Thời gian chờ trước khi bắt đầu tải xuống                                              | Không              | 25 giây             | 45 giây          |
| Quảng cáo                                                                              | Nhỏ                | Trung bình          | Lớn              |
| Hỗ trợ cho nối lại tải dữ liệu lên và xuống                                            | Green tick         | Green tick          | Red X            |
| Tải xuống ngay lập tức (hotlinks)                                                      | Green tick         | Red X               | Red X            |
| Hỗ trợ phần mềm tăng tốc độ tải xuống                                                  | Green tick         | Red X               | Red X            |
| Bảo vệ liên kết tải xuống bằng mật khẩu                                                | Green tick         | Red X               | Red X            |
| Tìm nạp file từ máy chủ ở xa qua FTP hay HTTP                                          | Green tick         | Red X               | Red X            |
| Tải xuống những khối vô chủ                                                            | Green tick         | Red X               | Red X            |
| Gửi file cho nhiều người (tới 1.000 người!)                                            | Green tick         | Red X               | Red X            |
| Truy cập trả phí tới Megavideo.com Lưu trữ ngày 7 tháng 9 năm 2009 tại Wayback Machine | Green tick         | Red X               | Red X            |
| Tham gia trao đổi lưu lượng Lưu trữ ngày 2 tháng 1 năm 2010 tại Wayback Machine        | Green tick         | Red X               | Red X            |

## Quốc tế hóa
Trang chủ có giao diện với 18 ngôn ngữ.
- Tiếng Anh
- Tiếng Đức
- Tiếng Pháp
- Tiếng Tây Ban Nha
- Tiếng Bồ Đào Nha
- Tiếng Hà Lan
- Tiếng Ý
- Tiếng Trung Quốc
- Tiếng Nhật
- Tiếng Hàn
- Tiếng Nga
- Tiếng Phần Lan
- Tiếng Thụy Điển
- Tiếng Đan Mạch
- Tiếng Thổ Nhĩ Kỳ
- Tiếng Ả Rập
- Tiếng Việt
- Tiếng Ba Lan

## Phần mềm
Megaupload đã phát hành thanh công cụ cho hai loại trình duyệt Microsoft Internet Explorer 6+ và Mozilla Firefox 1.0+. Thanh công cụ này cho phép người dùng được truy cập như thành viên trả phí trong khoảng thời gian 9 giờ PM tới 3 giờ AM.

## Đóng cửa
Trong năm 2011,  Megaupload và người đứng sau Kim Schmitz (từng bị phạt vì tội lừa đảo tín dụng) bị hãng sản xuất phim khiêu dâm „Perfect 10" kiện 5 triệu USD bồi thường vì vi phạm bản quyền. Vụ kiện chấm dứt nhờ một thương lượng ngoài tòa giữa đôi bên với một khoản tiền bồi thường không được công bố.
Ngày 20/1/2012, một ngày sau khi các hãng công nghệ tự đóng cửa để phản đối dự luật SOPA, megaupload bị buộc đóng cửa do "xâm phạm bản quyền trên mạng với số lượng lớn", cụ thể là các bản quyền phim, tv show, game, nhạc, phần mềm và các ứng dụng khác.
Bảy người và hai tổ chức Megaupload Limited và Vestor Limited bị Bồi Thẩm đoàn New York buộc tội tham gia thực hiện các hành vi vi phạm bản quyền, âm mưu tổ chức hoạt động rửa tiền và các nội dung hình sự liên quan đến vi phạm bản quyền. Nếu bị kết án, những người liên quan có khả năng đối mặt với mức án 50 năm tù và các mức phí phạt có liên quan.
Sở Tư pháp Mỹ cho biết các bị cáo đã sinh lời 175 triệu USD và gây ra thiệt hại 1 tỷ USD thông qua các nội dung vi phạm trên trang web Megaupload.com.
Chịu trách nhiệm cao nhất cho việc này là nhà sáng lập Megaupload Limited có tên Kim Dotcom (hay còn gọi là Kim Schmitz hoặc Kim Tim Jim Vestor) một người đàn ông 37 tuổi sống ở cả Hongkong và New Zealand. Dotcom vừa bị bắt giữ tại Auckland cùng với trưởng phòng marketing Finn Batato, nhà đồng sáng lập kiêm CTO Mathias Ortmann và lập trình viên Bram van der Kolk.
Cũng trong thời gian đó, ngay lập tức tổ chức hacker Anonymous đã lên tiếng xác nhận trên twitter về vụ đánh sập website của bộ tư pháp Mỹ và hàng loạt các website khác công khai ủng hộ SOPA:
- Hãng ghi âm Universalmusic http://universalmusic.com/
-  Hiệp hội ghi âm Mỹ http://riaa.org/
- Hãng ghi âm BMI http://www.bmi.com/
- Trước đó, website của các tổ chức gồm FBM, justice.gov, mpaa.org, copyright.gov, hadopi.fr, wmg.com, usdoj.gov, bmi.com, fbi.gov nhưng hiện tại các trang web này đã có thể truy cập bình thường.